# Dudgeoneídeos
Dudgeoneídeos (Dudgeoneidae) é uma família de insectos da ordem Lepidoptera.